# Ненсі Лі Гран
Ненсі Лі Гран (Грен) (англ. Nancy Lee Grahn, 28 квітня 1958, Скокі, Іллінойс, США) — американська акторка та благодійниця, відома завдяки ролям у мильних операх.

## Раннє життя
Ненсі була другою з трьох доньок Роберта і Барбари Гран. Вперше ступила на сцену шкільного, а потім місцевого театру Скокі в підлітковому віці. Після закінчення школи працювала в театрі Гудмен в Чикаго, потім продовжила освіту в Нью-Йорку.

## Кар'єра
Першою роллю Ненсі Грен став епізод в серіалі «Маленький будиночок у преріях», на телебаченні — роль Беверлі Вілкс в мильній опері «Одне життя, щоб жити».
У 1982 році Грен переїздить в Лос-Анджелес і активно знімається у вечірніх серіалах. У 1985 вона приєднується до зіркового складу серіалу NBC Санта-Барбара. Роль адвокатки Джулії Вейнрайт Кепвелл, феміністки й матері-одиначки, принесла їй премію «Еммі» в 1989 році, три премії журналу Soap Opera Digest і приз Soap Opera Update's — Most Valuable Player. Любовна лінія Джулія — Мейсон тривала і трималася на Ненсі Гран, в той час, як до закінчення «Санта-Барбари» в 1993 році змінилося три актори, що грали Мейсона (Лейн Девіс; Террі Лестер, Гордон Томсон).
У 1996 році Ненсі Грен почала роботу в серіалі «Головний госпіталь». Роль адвокатки Алексіс Девіс, вона ж Наташа Кассадін, стала черговою удачею акторки. У 2000, 2003, 2004 і 2005 році її номінують на «Еммі», у 2002 році вона знову отримує приз журналу Soap Opera Digest, а 2003 року прихильники визнають її найкращою акторкою серіалу.
У 1998 році народила дочку Кетрін Грейс Лі Грен.
У 2005—2006 роках Грен спробувала себе у ролі телеведучої ток-шоу SOAPnet.
Ненсі Грен успішно займається політикою і благодійністю. Зокрема, вона допомагає дітям, поьерпілим від інцесту, сім'ям алкоголіків та людям з інвалідністю. У 2007 році героїня Грен Алексіс переживає хімієтерапію, хворіє на рак легенів, і Ненсі Грен активно веде просвітницьку роботу й надає реальну допомогу хворим на рак.

## Фільмографія
- «Castle» / «Касл» — 2013 — Саманта Восс (Пітерманн)
- «General Hospital» / «Загальна лікарня» — 1996—2007 і далі — Алексіс Девіс
- «7th Heaven» / «Сьоме небо» — 1996—1999 — Рассел
- «Melrose Place» / «Район Мелроуз» — 1997 — Деніз Філдінг
- «Diagnosis Murder» / «Діагноз: вбивство» — 1996 — Террі Майклз
- «Murder One» / «Вбивство першого ступеня» — 1995—1996 — Конні Далгрен
- «Renegade» / «Відступник» — 1995 — Лайза
- «Children of the Corn III: Urban Harvest» / «Діти кукурудзи 3: Міські жнива» — 1994 — Аманда Портер
- «Models, Inc.» / «Моделі, Inc.» — 1994 — детективка Таверз
- «Babylon 5» / «Вавилон-5» — 1994 — Шаал Маян
- «Gute Zeiten, Schlechte Zeiten» / «Хороші часи, погані часи» — 1993 — німецький серіал
- «Santa Barbara» / «Санта-Барбара» — 1985—1993 — Джулія Вейнрайт Кепвелл
- «Perry Mason: The Case of the Glass Coffin» / «Перрі Мейсон: Справа скляної труни» — 1991 — Кейт Форд
- «Victim of Innocence» / «Жертва невинності» — 1990 — Дженн
- «Blacke's Magic» / «Магія Блека» — 1986 — Кроуфорд
- «Murder, She Wrote» / «Вона написала вбивство» — 1985 — Ерін Кері; 1986 — Шейла Саксон
- «Streets of Justice» / «Вулиці правосуддя» — 1985 — молода юристка
- «Kids don't Tell» / «Діти не розкажуть» — 1985 — Лялькарка
- «Obsessed With A Married Woman» / «Без розуму від одруженої жінки» — 1985 — Б'янка
- «Hawaiian Heat» / «Гавайська спека» — 1984
- «Knight Rider» / «Лицар доріг» — 1982 — Джейн Адамс
- «One Life to Live» / «Одне життя, щоб жити» — 1980—1982 — Беверлі Вілкс
- «Simon & Simon» / «Саймон і Саймон» — 1982 — Джоан
- «The Incredible Hulk» / «Неймовірний Халк» — 1982 — Петті Нельсон
- «The Phoenix» / «Фенікс» — 1982 — Голлі
- «Quincy» / «Квінсі» — 1982 — Молода сестра
- «Magnum, P. I.» / «Приватний детектив Магнум» — 1982 — Венді Гілберт
- «Little House on the Prairie» / «Маленький будиночок у преріях» — 1980 — дівчина в салуні